# Etowah Indian Mounds
Etowah Indian Mounds (9BR1) és un jaciment arqueològic de 220.000 m² al comtat de Bartow (Geòrgia) al sud de Cartersville, als Estats Units. Construïts i ocupats en tres fases, des de 1000-1550 AD, el jaciment prehistòric es troba al marge nord del riu Etowah. El Lloc Històric Etowah Indian Mounds és un Fita Històrica Nacional designat, gestionat pel Departament de Recursos Naturals de Geòrgia. És el jaciment de la cultura del Mississipi més intacte al sud-est dels Estats Units.

## Història
Al segle xix els colons euroamericans creien erròniament que els monticles van ser construïts pels cherokees, que llavors ocupaven la regió; no obstant això, la tribu de parla iroquesa no va arribar a aquesta part de Geòrgia fins a finals del segle xviii i no podria haver construït els monticles.
Estudis de finals del segle XX han mostrat que els monticles van ser construïts i ocupats per pobles prehistòrics indígenes de la cultura Mississipiana del Sud dels Apalatxes (una variació regional de la cultura del Mississipi) de l'est de Nord-amèrica. Eren els avantpassats dels pobles històrics creek de llengua muskogi que arribaren a l'àrea més tard. Etowah és una paraula muskogi derivada d'italwa que vol dir "ciutat". Les tribus reconegudes federalment Nació Muscogee (Creek) i Banda Poarch d'indis creek consideren que Etalwa és la seva ciutat ancestral més important. Del 1000–1550 CE, Etowah fou ocupada per sèries de cacicats cíclics en el curs de cinc segles i mig.

### Cronologia del jaciment
Els arqueòlegs utilitzen els canvis en els estils de ceràmica a través de múltiples llocs de la vall del riu Etowah per determinar la cronologia de la regió. La ceràmica trobada a Etowah i altres jaciments regionals s'ha reconstruït i ha permès situar Etowah en les següents seqüències. la vila fou ocupada en tres difernets fases arqueològiques: ca. 1000–1200 CE, ca. 1250–1375 CE, i ca. 1375–1550 CE. Va tenir el punt màxim aproximadament en 1325–1375 CE.
| Període             | Períodes regionals | Dates          | Fases del jaciment Etowah | Marcadors de terrissa |
| ------------------- | ------------------ | -------------- | ------------------------- | --- |
| Mississipià Inicial | Fase Etowah        | 1000 – 1100 CE | Etowah Inicial            | Base d'escala amb motiu predominant, petxina el tremp més comú |
| Mississipià Inicial | Fase Etowah        | 1100 – 1200 CE | Etowah Tardà              | Motiu més prevalent diamant de dues barres, el tremp més comú és segó, apareix per primer cop incisió de l'esvàstica en vermell a Etowah i Hiwassee                                                                |
| Mississipi Mitjà    | Fase Savannah      | 1200 – 1250 CE | No ocupat                 | No hi ha llocs ocupats al llarg de la vall del riu Etowah |
| Mississipi Mitjà    | Fase Savannah      | 1250 – 1325 CE | Wilbanks Inicial          | El tremp és el segó creuat amb sorra, ceràmica gruixuda, complicada i amb dissenys estampats més audaços i descuidats                                                                                              |
| Mississipi Mitjà    | Fase Savannah      | 1325 – 1375 CE | Wilbanks Final            | Terrissa més prima, estampat més delicat, una minoria atuells tenen formes i dissenys estil Fase Pisgah |
| Mississipi Tardà    | Fase Lamar         | 1375 – 1425 CE | Stamp Creek               | Manca d'incís Lamar, apareixen modificacions de llanda |
| Mississipi Tardà    | Fase Lamar         | 1425 – 1475 CE | Mayes (provisional)       | Llantes més amples que la fase anterior, dissenys de 3 línies incises audaçment executats |
| Mississipi Tardà    | Fase Lamar         | 1475 – 1550 CE | Brewster                  | Línies incises més estretes, estampat descuidat amb la majoria dels motius ja no distingibles, dissenys rectilinis, Brewster i Barnett són temporalment equivalents i són més d'una distinció geogràfica a la vall |
| Mississipi Tardà    | Fase Lamar         | 1500 – 1625 CE | Barnett                   | Alts percentatge de temperat amb petxina de tipus Brewster com Dallas Pla, Dallas incís i Dallas filetejat |

## Descripció del jaciment

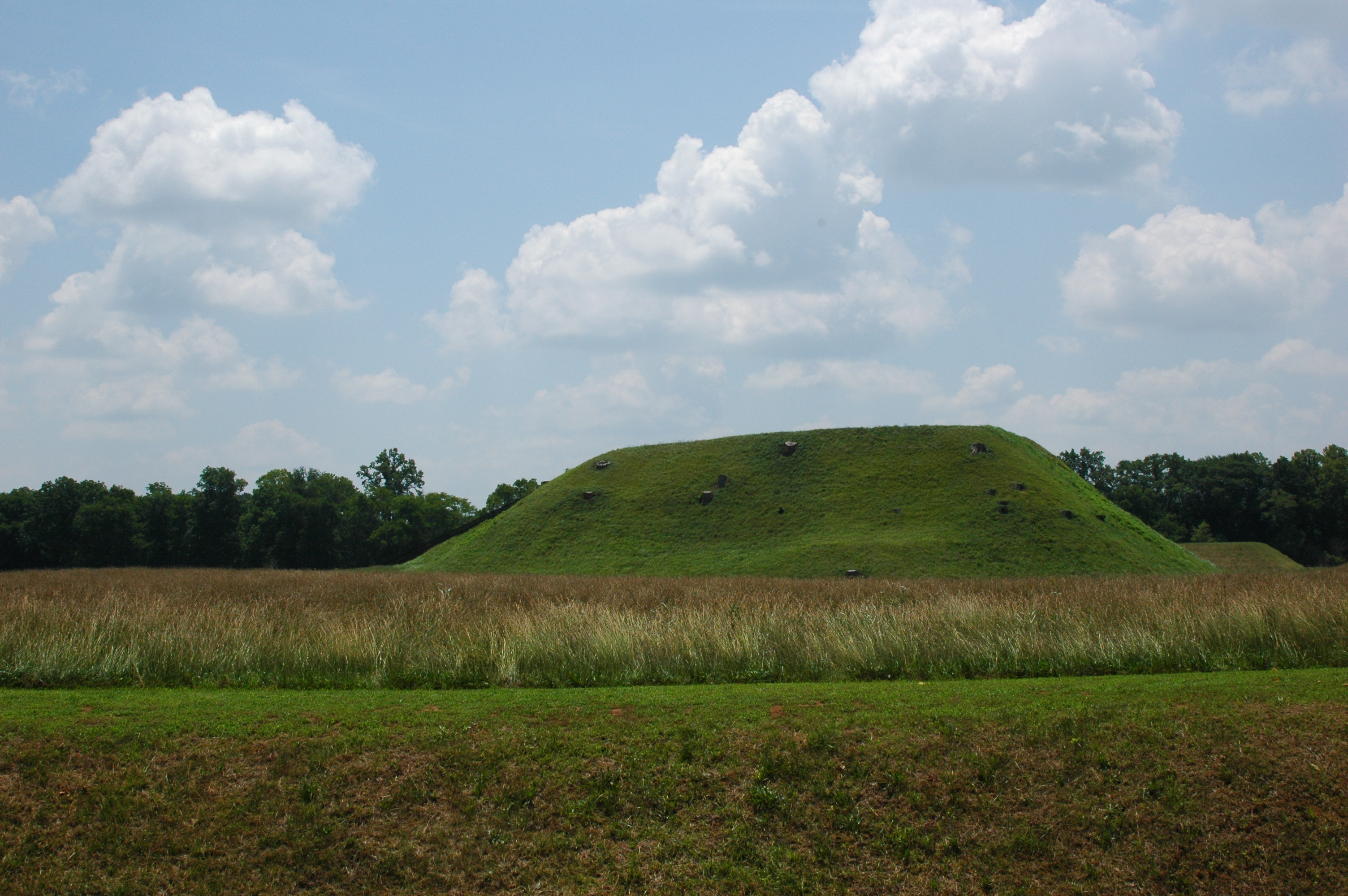
Monticle Temple (Monticle A)

Etowah té tres principals monticles de plataforma i tres monticles menors. El Monticle Temple, Monticle A, té 19 metres d'alt, més alt que un edifici de sis pisos, i cobertes de 12.000 m² a la base. En 2005-2008 la cartografia del sòl amb magnetòmetres va revelar nova informació i dades, la qual cosa demostra que el lloc era molt més complex del que prèviament es creia. L'equip d'estudi ha identificat un total de 140 edificis en el lloc. A més, el Monticle A va ser trobat per haver tingut quatre grans estructures i un pati en l'apogeu del poder de la comunitat. El Monticle B té 7,6 metres d'alt; el Monticle C té una alçada de 3 metres, és l'únic que ha estat totalment excavat. Els magnetòmetres han habilitat als arqueòlegs per a determinar la ubicació dels temples de fusta i palla, que van ser construïts originalment en la part superior dels monticles. Al costat dels monticles s'alça una plaça cerimonial que va ser utilitzada per a les cerimònies de joc de stickball i chunkey, i com un basar de béns comercials.
En visitar Etowah Mounds els forasters podien veure els "bancs de préstec" (que els arqueòlegs alhora creuen que eren fosos), que van ser excavats per crear els tres grans monticles al centre del parc.
La ceràmica més antiga que es troba en el lloc suggereixen que hi havia un poble anterior (ca. 200 aC-600 dC) associat amb la cultura Swift Creek. Aquest Període Silvícola Mitjà anterior a l'ocupació a Etowah pot haver estat relacionat amb el principal centre Swift Creek de Leake Mounds, aproximadament a dues milles aigües avall (oest) d'Etowah.
La guerra era un lloc comú; molts arqueòlegs creuen que la gent d'Etowah lluitava per l'hegemonia sobre la conca del riu Alabama els de Moundville, un jaciment mississipià a l'actual Alabama. La ciutat era protegida per un sofisticat sistema de fortificació semicircular. Una banda exterior formada pels horts d'arbres de fruits secs impedia als exèrcits enemics disparar massivament fletxes incendiàries a la ciutat. Un fossat de 2,7 a 3 metres de profunditat bloquejava el contacte directe de l'enemic amb les parets de la palissada. També funcionava com a sistema de drenatge durant les inundacions, habituals durant segles a partir d'aquest període i en el segle xx. Els treballadors van formar una palissada de troncs de tres metres i establiren rases d'aproximadament 300 mil·límetres al centre i després recontractaren al voltant de les bigues per formar un dic. Les torres de vigilància per als arquers estaven espaiades aproximadament 24 metres a part.

### Artefactes

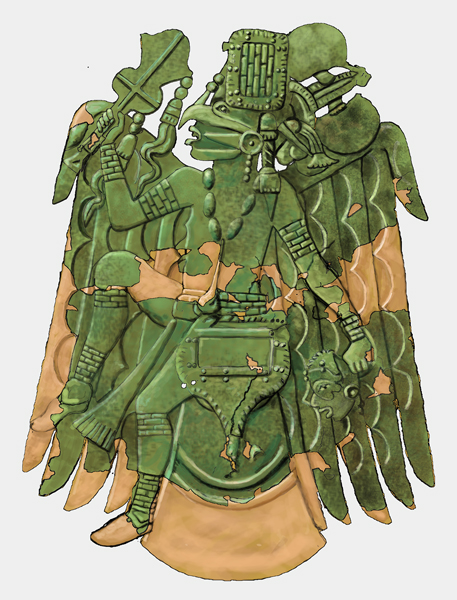
Il·lustració d'una placa Rogan (Catàleg No. A91117, Department of Anthropology, NMNH, Smithsonian), una placa de coure amb un falcó dansant trobada a Etowah, però es creu que ha estat fabricada a Cahokia en el

Els artefactes descoberts en enterraments dins del jaciment Etowah indiquen que els seus habitants van desenvolupar una cultura artísticament i tècnicament avançada. Nombroses eines de coure, armes i plaques de coure ornamentals acompanyaven als enterraments dels membres de l'elit d'Etowah. On la proximitat al coure protegia les fibres de la degeneració, els arqueòlegs també van trobar draps de colors brillants amb elements decoratius. Eren les restes de la roba de les elits socials.
Durant els anys s'han trobat nombroses figuretes de fang i deu estàtues de pedra Mississippianes a les proximitats d'Etowah. Moltes estàtues són aparellades, retratant un home assegut amb les cames creuades i una dona agenollada. Les figures femenines vesteixen faldilles envoltants i els homes solen ser retratats sense roba visible, encara que tots dos solen dur pentinats elaborats. Es creu que la parella representa els avantpassats del llinatge. Les estàtues individuals de les dones joves també es mostren de genolls però amb característiques addicionals, com ara els òrgans sexuals visibles, que no són visibles en les estàtues aparellades. Es creu que aquestes figures femenines representaven la fertilitat o la deessa Mare Terra deessa. L'home-ocell, mà i ull, creu solar, i altres símbols associats amb el Complex Cerimonial del Sud-est apareixen en molts artefactes trobats a Etowah.

### Comerç
El riu Etowah és tributari dels rius Coosa i Alabama, i forma la frontera entre el límit meridional dels Apalatxes Ridge-and-Valley i l'Altiplà Piedmont. El comerç i els tributs van portar petxines de busycon del Golf de Mèxic; coure, mica i sílex de l'Altiplà de Cumberland; i "galena, grafit, i una sèrie d'ocres per proporcionar pigment per a pintar edificis, cossos i objectes d'art; pedra verda i marbre per a un proveïment de matèria primera per a eines, armes i objectes rituals" del Piemont. El llit del sòl de terra franca podia ser conreat fàcilment amb pals, pedres i aixades de petxina. La seva fertilitat es renova anualment per les inundacions del riu. Lliure de gelades major part de l'any, la terra produïa riques collites de blat de moro, fesol i carabassa.

### Hàbitat
Els arbres que creixen en els boscos de les terres altes són el castanyer, el noguer, el carya, i el caqui que proporcionen llavors i fruites als pobles d'Etowah alhora que cacen cérvol de Virgínia, gall dindi salvatge i altres animals més petits. També recullen altres plantes com ortiga gran, morera de paper, i grèvol nadiu del qual utilitzen les fulles per a preparar la beguda negra de llurs cerimònies rituals de purificació. La canya de riu creixia en densos matolls i era convertida en eixos de fletxes, palla per cobrir les teulades, dividir les cistelles, bancs i estores per a parets i terres.
Als bancs de sorra del riu abundava el musclo d'aigua dolça i les tortugues. Els habitants de Mississipi va construir preses de roca en forma de v per canalitzar i pescar bagres, peixos tambor i lepisosteïformes, que agafaven en cistelles de canya de riu. Els investigadors han trobat més de 100 preses de roca al llarg del riu Etowah. Un ha estat restaurat en els terrenys del lloc històric.

## Després del contacte

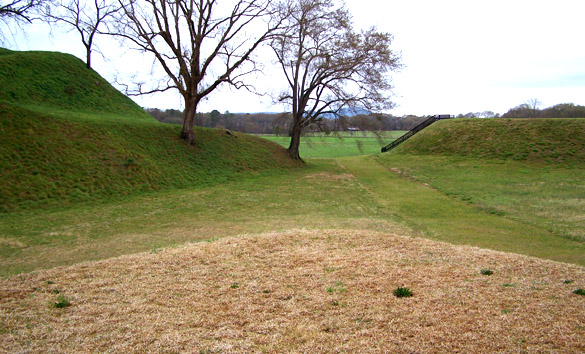
Monticles A i B vistos des del Monticle C

La investitació arqueològica sobre el tema no és concloent, però el lloc Etowah pot ser el mateix que un poble de nom similar visitat pel conquistador espanyol Hernando de Soto en 1540. Els cronistes de l'expedició de Soto no van fer cap menció a grans monticles en el seu registre de visita un poble anomenat Itaba. Itaba significa "límit" o encreuament de senderi en alibamu. L'origen del nom anglès per als monticles, Etowah, és un arcaic topònim d'una vila muscogee, Etalwa. Etalw  es referia originàriament probablement al símbol de la creu solar. En muskogi actual significa "ciutat mare".
Fins que es van donar a conèixer els estudis de finals del segle xx, la majoria dels georgians creien que Etowah havia estat construït pels cherokees. Però els cherokees no van arribar a aquesta part de Geòrgia fins a finals del segle xviii, de dos a set segles després de la construcció dels monticles. Els estudiosos han avaluat proves suficients per determinar que el complex turó va ser indiscutiblement construït i habitat pels pobles més estretament relacionats amb les creeks de parla muskogee.
Tant la Nació Muscogee (Creek) com la Banda Poarch d'indis Creek consideren que Etalwa era la més important ciutat ancestral. En relació amb això, el títol oficial de Cap Principal de la Nació Creek és Etalwa Mikko, a partir d'aquesta font (la paraula creek pel cap és miko). Un model nou a gran escala d'Etalwa s'exhibeix permanent a la rotonda del Capitoli Muskogee (Creek) a Okmulgee, Oklahoma.

## Història de l'excavació i estudis

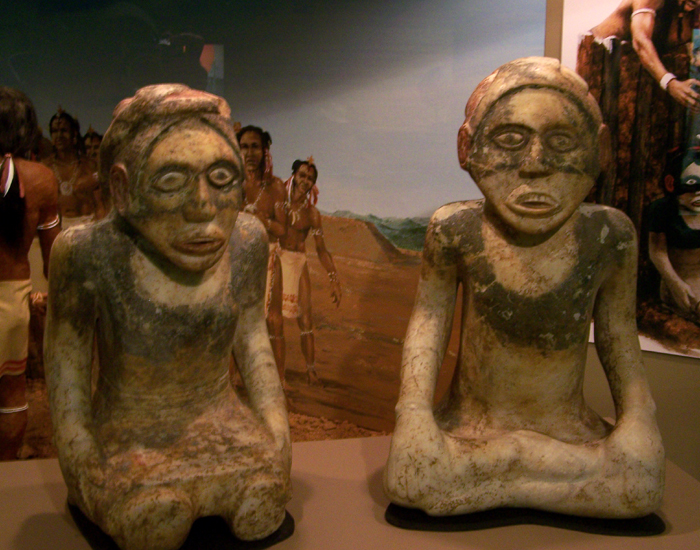
Efígies de marbre a Etowah Mound C, ca. 1375–1375: dona agenollada a l'esquerra, l'home a la dreta

El missioner Elias Cornelius visità el lloc en 1817 i el va descriure en el seu diari publicat per Bela Bates Edwards en 1833. Va considerar que el monticle havia de tenir més de dos-cents anys a causa de la grandària dels arbres que hi creixen, però tenia poca idea de la seva veritable història.
Cyrus Thomas i John P. Rogan van examinar el lloc per a la Smithsonian Institution en 1883. Però la primera investigació arqueològica ben documentada en el lloc no va començar fins a l'hivern de 1925, realitzada per Warren K. Moorehead. Les seves excavacions al Monticle C del jaciment revelaren una rica varietat d'aixovar funerari de la cultura del Mississipi. Aquests artefactes, juntament amb les col·leccions de Cahokia Mounds, Moundville, Lake Jackson Mounds, i Spiro Mounds comprendrien la majoria dels materials que els arqueòlegs utilitzen per definir el Complex Cerimonial del sud-est (SECC). L'excavació professional d'aquest enorme túmul fou l'ímpetu principal d'investigació per a l'estudi dels artefactes i dels pobles del Mississipi. Va augmentar considerablement la comprensió de les arts visuals ameríndies anteriors al contacte.
El 1947, el govern va construir l'embassament Allatoona aigües amunt per al control d'inundacions. El lloc d'Etowah va ser designat Fita Històrica Nacional el 1964.
El museu Etowah Indian Mounds exhibeix artefactes trobats en el lloc, incloent-hi ceràmica de la cultura del Mississipi, destrals de pedra monolítics, estàtues de pedra mississipianes, joieria de coure, collars de petxina, i altres artefactes.

## Galeria

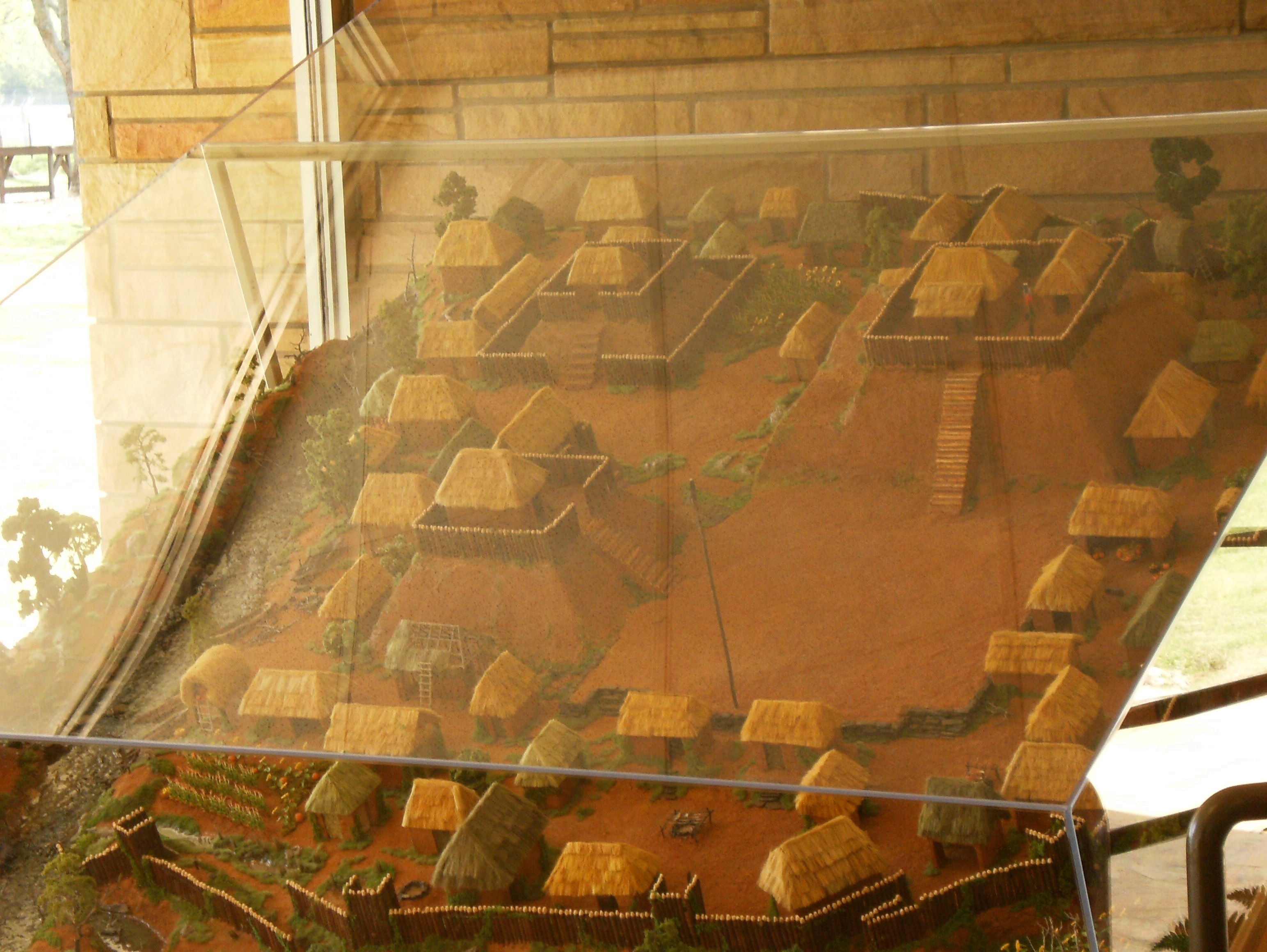
Model d'Etowah en el seu punt àlgid
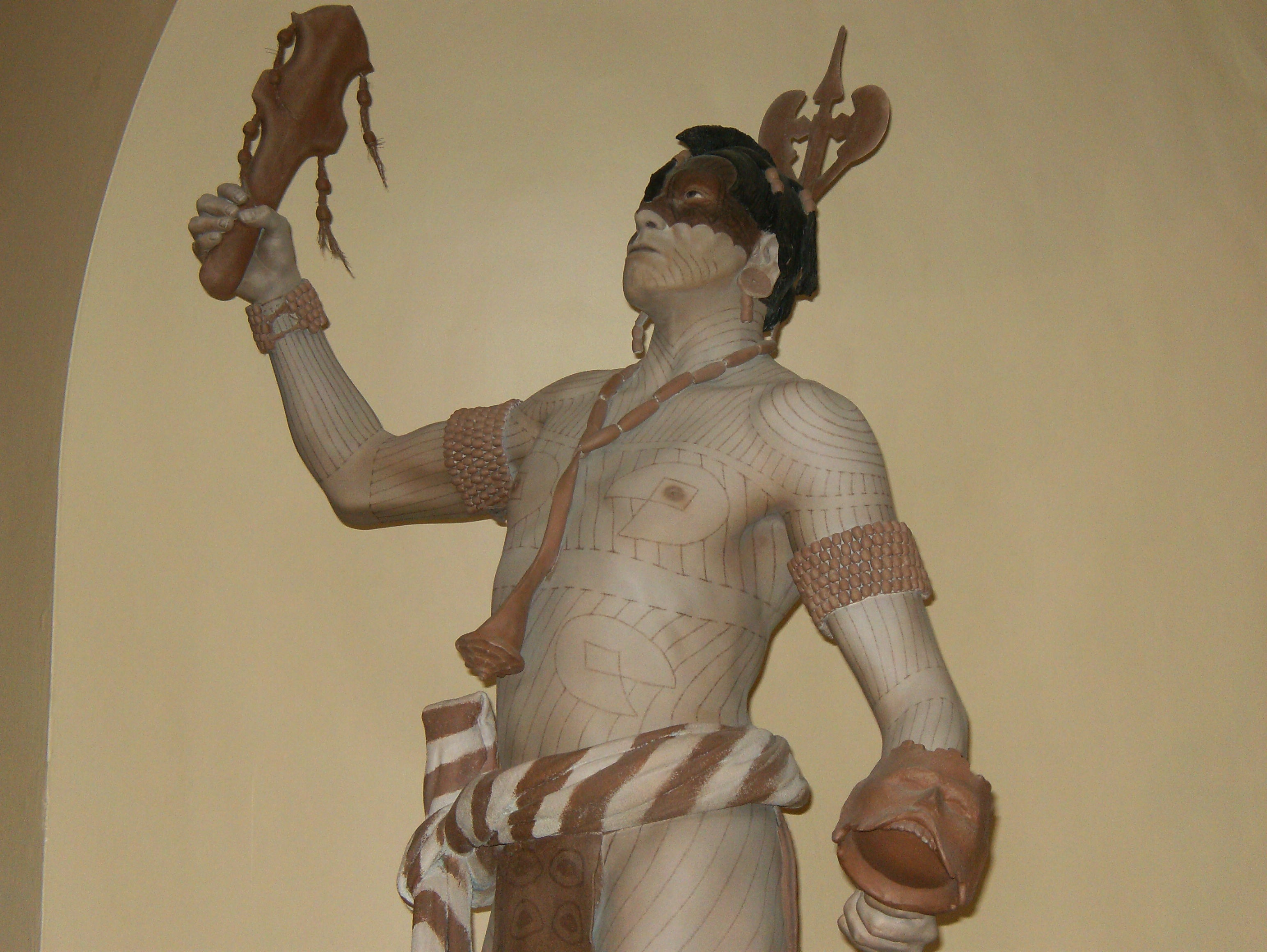
Estàtua de cap d'Etowah, Capitoli Estatal de Geòrgia, basat en troballes arqueològiques i descripcions dels primers exploradors europeus
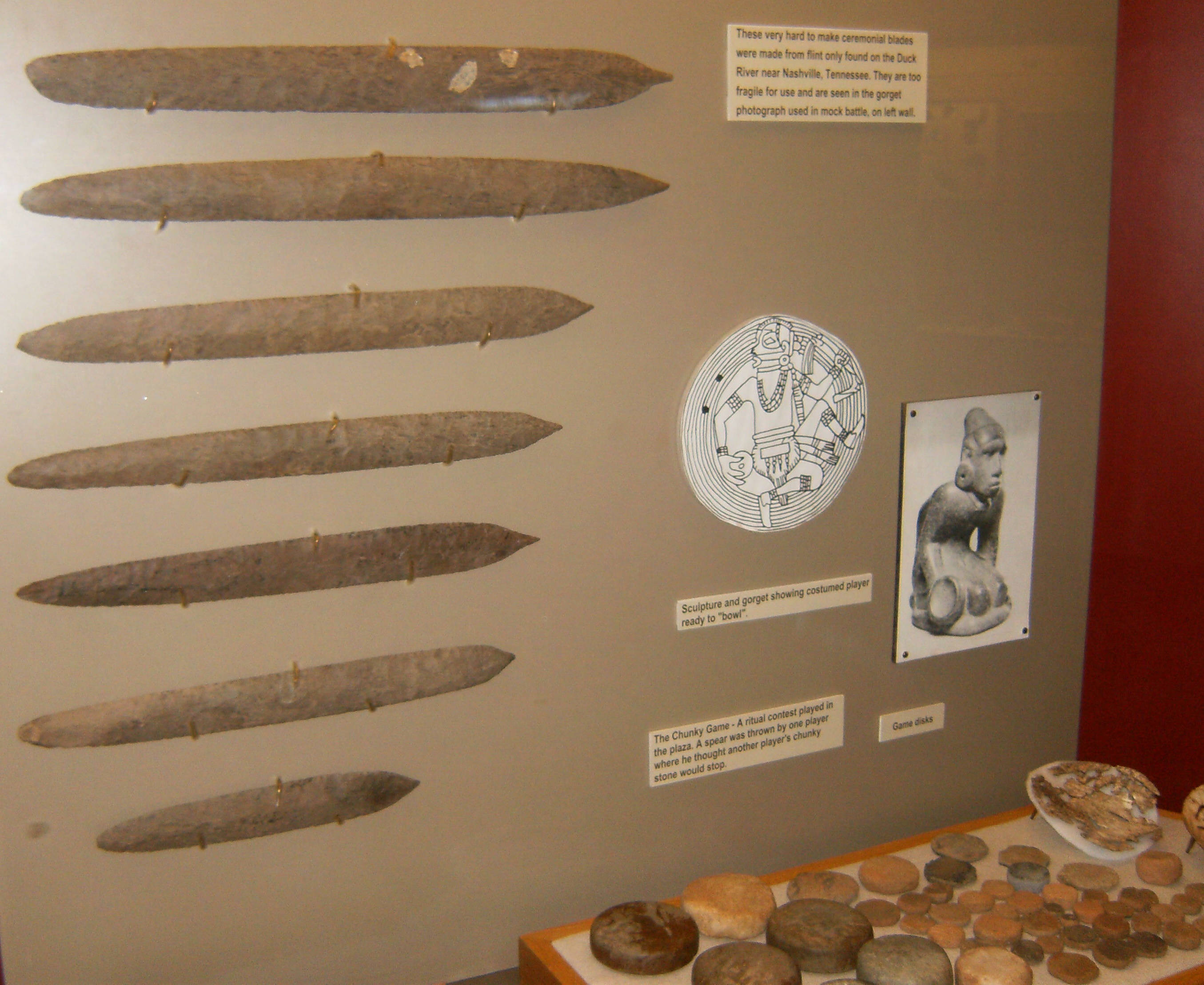
Fulles de pedernal cerimonials i pedres de chunkey
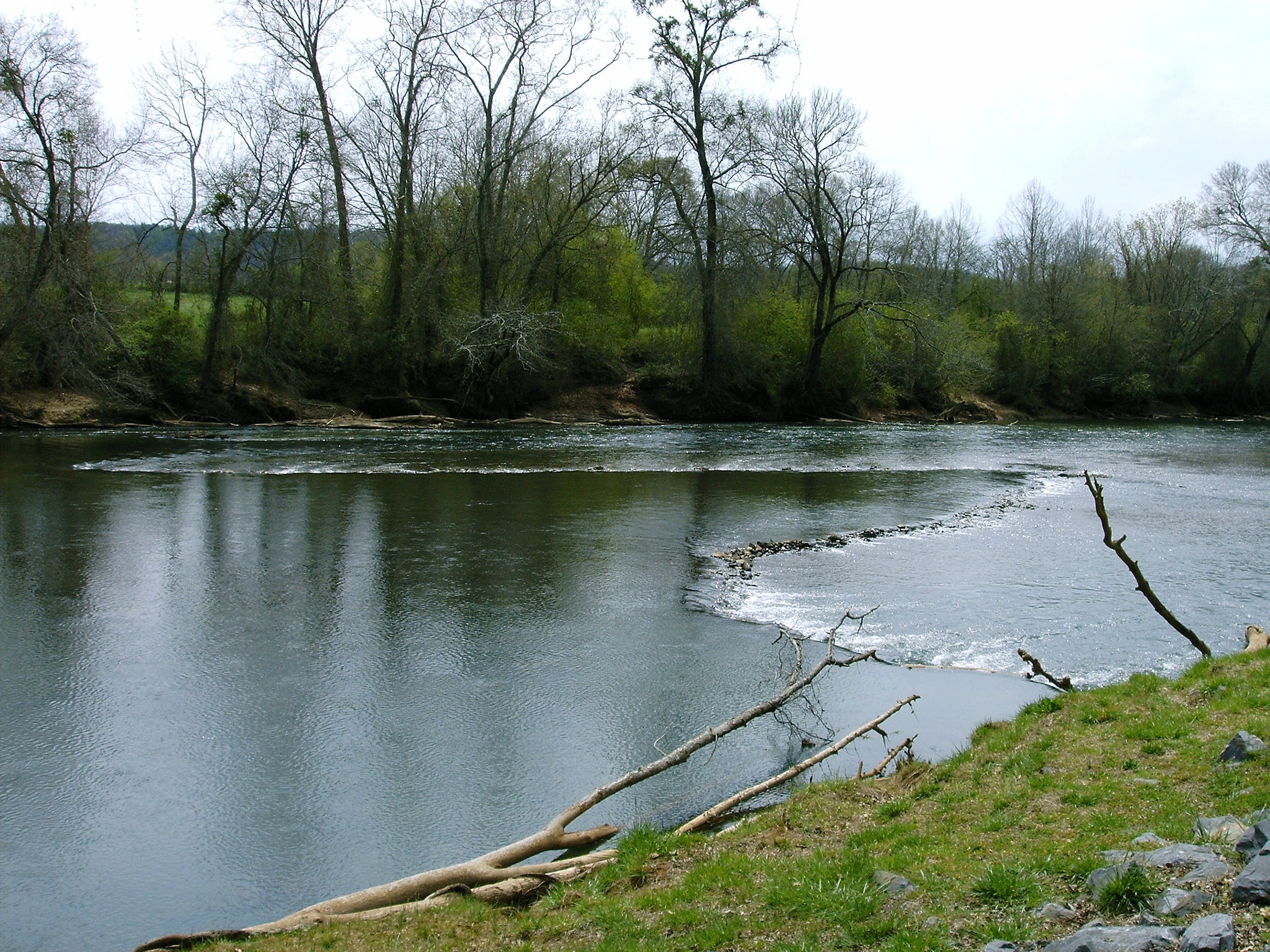
Abocador de roques al riu Etowah